# Ratvaj
Ratvaj je obec na Slovensku v okrese Sabinov.
Obec leží na jihovýchodním svahu pohoří Čergov, 10 km východně od města Sabinov a 18 km severně od Prešova. Žije zde 147 obyvatel.
První písemná zmínka o obci pochází z roku 1374. Hlavním zdrojem obživy místních obyvatel bylo zemědělství. Obec patřila k majetkům zemanského rodu Tekulovců, kteří zde vystavěli i dvě kurie. Římskokatolický Kostel Narození Panny Marie byl postaven v roce 1857.